# Eremophila spathulata
Eremophila spathulata là một loài thực vật có hoa trong họ Huyền sâm. Loài này được W.Fitzg. mô tả khoa học đầu tiên năm 1904.